# Clitopa bechuanensis
Clitopa bechuanensis är en skalbaggsart som beskrevs av Moser 1919. Clitopa bechuanensis ingår i släktet Clitopa och familjen Melolonthidae. Inga underarter finns listade i Catalogue of Life.